# La Statue animée
La Statue animée je francouzský němý film z roku 1903. Režisérem je Georges Méliès (1861–1938). Film trvá necelé 3 minuty.

## Děj
Kouzelník vytvoří živou sochu ženy, ke které se později přibliží skupina učenců s profesorem malířství. Zatímco profesor dá svým studentům za úkol nakreslit tuto sochu, ta mu mezitím ukradne čepici a promění se fontánu. K místu přispěchá kouzelník, který učitele do fontány svalí, aby pobavil jeho studenty, kteří se rozhodnou vzniklou situaci namalovat. (Děj filmu je zasazen do éry Ludvíka XV.)